# Scoparia argolina
Scoparia argolina là một loài bướm đêm trong họ Crambidae.